# جان هیلکات
جان هیلکات (به انگلیسی: John Hillcoat) (زاده ۱۹۶۱ در کوئینزلند، استرالیا) کارگردان، نویسنده، کارگردان موزیک ویدئو اهل استرالیا است.
از فیلم‌های می‌توان به تریپل ناین، بی‌قانون، رد دد ریدمپشن، جاده (فیلم ۲۰۰۹)وپیشنهاد اشاره کرد.

## فیلم شناسی
| سال  | فیلم             | توضیحات                                |
| ---- | ---------------- | -------------------------------------- |
| ۲۰۰۵ | پیشنهاد          |                                        |
| ۲۰۰۹ | جاده (فیلم ۲۰۰۹) | توزیع شده بوسیله واینستین کمپانی       |
| ۲۰۱۰ | رد دد ریدمپشن    |                                        |
| ۲۰۱۲ | بی‌قانون          | توزیع شده بوسیله The Weinstein Company |
| ۲۰۱۶ | تریپل ناین       | توزیع شده بوسیله اوپن رود فیلمز        |